# Wetterskip De Waadkant
Het Wetterskip De Waadkant was een van de waterschappen die in 1997 in Friesland werden gevormd bij de tweede grote waterschapsconcentratie in die provincie. In 2004 zijn de laatste 5 boezemwaterschappen opgegaan in het Wetterskip Fryslân. Het hoofdkantoor bevond zich in Stiens.
Het waterschap was gevormd uit de twee voormalige waterschappen Tusken Waed en Ie en Noardlik Westergoa.